# Tomas Ksenakis
Tomas Ksenakis (gr. Θωμάς Ξενάκης, ur. 30 marca 1875 w Naksos, zm. 7 lipca 1942 w hrabstwie Orange w Kalifornii) – grecki gimnastyk, zdobywca dwóch srebrnych medali na olimpiadzie w 1896 roku w Atenach.
Ksenakis zdobył srebrny medal indywidualnie we wspinaczce po linie przegrywając ze swoim rodakiem Nikolaosem Andriakopulosem. Drugie srebro wywalczył w drużynie w ćwiczeniach na drążku.